# Berlinia bracteosa
Espèce
Classification APG III (2009)
Berlinia bracteosa est une espèce de plantes à fleurs de  la famille des Caesalpiniaceae (Leguminosae - Caesalpinioideae). C'est un arbre que l’on trouve du sud-est du Nigeria jusqu’en Centrafrique, ainsi qu’à l’ouest de la République démocratique du Congo, et vers le sud jusqu’au Cabinda en Angola.

## Description
L’arbre atteint 30 à 35 m de haut, et présente un fût généralement court, non ramifié jusqu’à 15 m au maximum, avec un diamètre atteignant 1 m.
L’écorce, lisse à écailleuse en surface, est de couleur grisâtre à jaunâtre. Le bois de cœur est de couleur brun-rosé à brun rougeâtre. Le grain est moyen à grossier.
Les feuilles sont alternes.
Les inflorescences atteignent 30 cm de long et sont garnies de poils courts brun doré. Les fleurs sont bisexuées, parfumées, avec des pétales de 5-9 cm de long. Le fruit est une gousse oblongue et aplatie, faisant jusqu’à 40 cm sur 10 cm, de couleur brunâtre à noire, qui contient généralement 4 graines. Ces graines, d’environ 6 cm de diamètre, sont plates et arrondies.

## Utilisation
En médecine traditionnelle, les décoctions d’écorce traitent les œdèmes, la jaunisse, et soulagent les maux de tête et les caries. En Afrique centrale, elles sont administrées en lavement pour soigner la diarrhée et les vomissements chez les enfants.
Le bois est utilisé en construction, pour la menuiserie, les boiseries intérieures, et comme bois de feu, notamment. 